# بوتان في الألعاب الأولمبية
بوتان في الألعاب الأولمبية تقوم اللجنة الأولمبية البوتانية بالإشراف في شؤون مشاركة بوتان في الألعاب الأولمبية، شاركت بوتان أول مرة في الألعاب الأولمبية في دورة 1984 في لوس أنجلوس في الولايات المتحدة، لم تفز بوتان حتى الآن بأي ميدالية في الألعاب الأولمبية.